# St. Marien (Beetzendorf)

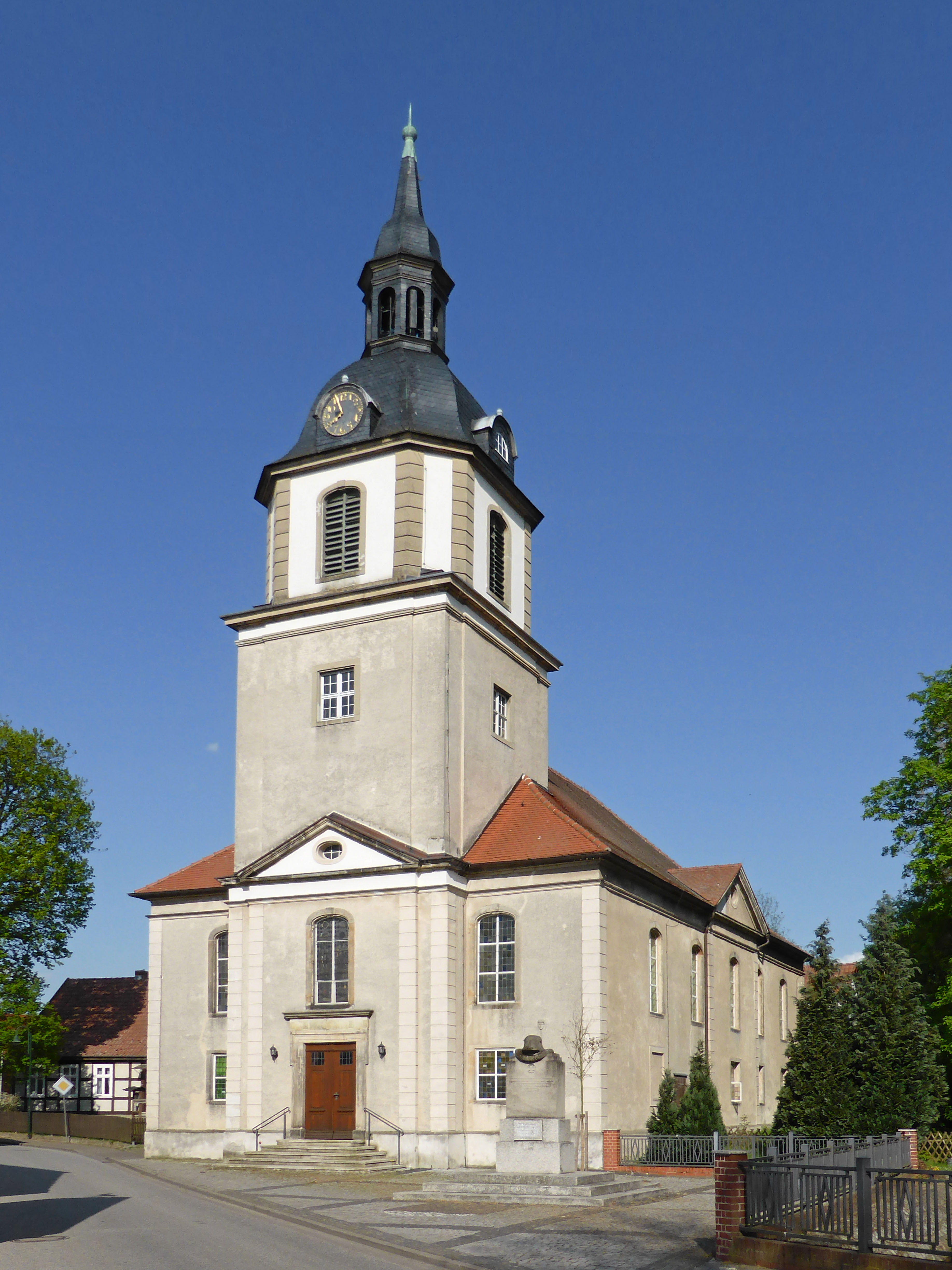
St.-Marien-Kirche

Die Kirche St. Marien ist die evangelische Kirche des Dorfes Beetzendorf, einem Ortsteil der Gemeinde Beetzendorf in der Verbandsgemeinde Beetzendorf-Diesdorf im Altmarkkreis Salzwedel in Sachsen-Anhalt. Die nach Maria (Mutter Jesu) benannte Kirche gehört zum Pfarrbereich Beetzendorf im Kirchenkreis Salzwedel des Propstsprengels Stendal-Magdeburg der Evangelischen Kirche in Mitteldeutschland. Sie ist als Baudenkmal im Denkmalverzeichnis des Landes Sachsen-Anhalt unter der Erfassungsnummer 094 30538 verzeichnet.

## Geschichte
1292 wurde im alten Dorf von Beetzendorf eine Kirche erwähnt, die dem heiligen Georg geweiht war und im 16. Jahrhundert einging.
Unter der von 1373 bis 1378 währenden Regentschaft von Karl IV. in der Mark Brandenburg ließen die von der Schulenburg im Burgflecken Beetzendorf, der damals ungefähr den heutigen Steinweg umfasste, eine Kapelle sowie einen Friedhof errichten. Die bereits Maria geweihte Kapelle war eine Filialkirche der Pfarrei Audorf. Der Bischof des Bistums Verden, Heinrich I. von Langeln, gab im Juli 1375 die Erlaubnis dazu. 1534 wurde dieses Gotteshaus erstmals durch einen Neubau ersetzt.
1735/36 wurde die Kirche an gleicher Stelle durch das heutige Gotteshaus ersetzt. Adolph Friedrich von der Schulenburg, der auch in der Kirche beigesetzt wurde, ließ diesen Bau errichten. Er war zu dieser Zeit Besitzer des neben der Kirche befindlichen Großen Hofes. 1836 erfolgte eine gründliche Renovierung, und 1925/26 wurde der Fachwerkturm der Kirche durch einen massiven Turm ersetzt.
Im Zweiten Weltkrieg wurde die Kirche am 20. Oktober 1943 durch den Abwurf von Brandbomben auf Beetzendorf beschädigt. Der Rest einer entschärften Brandbombe wurde in der Decke des Kirchenschiffs belassen. Bei der in den Jahren 2004 bis 2005 erfolgten Sanierung der Kirche wurde der Brandbombenrest zur mahnenden Erinnerung an gleicher Stelle wieder eingesetzt.

## Architektur und Ausstattung
Die geostete Kirche wurde als barocker Zentralbau nach dem Vorbild der Potsdamer Garnisonkirche erbaut. Der Putzbau steht auf einem rechteckigen Grundriss, sein Walmdach ist mit Biberschwanzziegeln eingedeckt. Der quadratische, mit Schiefer eingedeckte Turm geht in ein Achteck über. Seinen oberen Abschluss bildet eine Haube mit Laterne.
Ihr Innenraum wird von einer Flachdecke abgeschlossen. An der Ostseite befinden sich eine klassizistische Altarwand mit Kanzel und Orgel. An Süd-, West- und Nordseite sind Emporen eingebaut. An der Westempore ist ein Allianzwappen der Adelsfamilie von der Schulenburg zu sehen, welche das Kirchenpatronat innehatte. Das Gemälde an der Südseite zeigt Adolph Friedrich von der Schulenburg, den Erbauer der Kirche. Das Kirchengestühl lässt seit 2008 einen Mittelgang frei. Die Orgel ist ein Werk von Schuke Orgelbau aus dem Jahr 1990 in einem historischen Gehäuse von 1735 mit 14 Registern auf zwei Manualen und Pedal.
Auf dem Vorplatz der Kirche steht das Beetzendorfer Kriegerdenkmal.